# Coupe d'Allemagne féminine de football 2019-2020
Navigation
Édition précédente Édition suivante
Le DFB-Pokal Frauen 2019-2020 est la 40e édition de la Coupe d'Allemagne féminine.
Il s'agit d'une compétition à élimination directe ouverte aux clubs évoluant cette saison ou ayant évolué la saison passée en Frauen-Bundesliga ou 2. Frauen-Bundesliga ainsi qu'aux vainqueurs de coupes régionales de la saison précédente. Elle est organisée par la Fédération allemande de football (DFB).
En raison de la pandémie de maladie à coronavirus, les quarts de finale, initialement prévus les 21-22 mars, sont reportées au 3 juin ; ainsi que les demi-finales, initialement prévues le 18 avril, se joueront les 10-11 juin. La finale, qui devait avoir lieu le 30 mai, est programmée le 4 juillet, au RheinEnergieStadion à Cologne.

## Calendrier de la compétition
| Tour                                                                                   | Nom                 | Dates retenues                                    | Équipes participantes | Équipes restantes |
| -------------------------------------------------------------------------------------- | ------------------- | ------------------------------------------------- | --------------------- | ----------------- |
| 1                                                                                      | Premier tour        | Les 3 août 2019 au 4 août 2019                    | 34                    | 17                |
| (entrée en lice des douze équipes de Frauen-Bundesliga 2018-2019) plus les deux promus |                     |                                                   |                       |                   |
| 2                                                                                      | Seizièmes de finale | Les 7 septembre 2019 et 8 septembre 2019          | 32                    | 16                |
| 3                                                                                      | Huitièmes de finale | Les 16 novembre 2019 et 17 novembre 2019          | 16                    | 8                 |
| 4                                                                                      | Quarts de finale    | Les 21 mars 2020 et 22 mars 2020 Le 3 juin 2020   | 8                     | 4                 |
| 5                                                                                      | Demi-finales        | Le 18 avril 2020 Les 10 juin 2020 et 11 juin 2020 | 4                     | 2                 |
| 6                                                                                      | Finale              | Le 30 mai 2020 Le 4 juillet 2020                  | 2                     | 1                 |

## Premier tour
Tirage au sort le 11 juillet 2019
| Date      | Club                | Score | Club                    |
| --------- | ------------------- | ----- | ----------------------- |
| 3.08.2019 | FSV Babelsberg 74   | 1-6   | Walddörfer SV           |
| 3.08.2019 | Eintracht Brunswick | 1-3   | Arminia Bielefeld       |
| 4.08.2019 | Hambourg SV         | 2-0   | 1. FC Union Berlin      |
| 4.08.2019 | RB Leipzig          | 4-2   | BV Cloppenburg          |
| 4.08.2019 | Borussia Bocholt    | 3-0   | FC Viktoria 1889 Berlin |
| 4.08.2019 | HSG Warnemünde      | 0-7   | FSV Gütersloh 2009      |
| 4.08.2019 | TuS Schwachhausen   | 1-5   | SpVg Berghofen          |
| 4.08.2019 | Magdeburger FFC     | 2-3   | Holstein Kiel           |
| 4.08.2019 | SV Göttelborn       | 1-5   | SG 99 Andernach         |
| 4.08.2019 | SV Holzbach         | 0-4   | 1. FC Nuremberg         |
| 4.08.2019 | Hegauer FV          | 0-1   | FC Ingolstadt           |
| 4.08.2019 | 1. FFV Erfurt       | 0-7   | 1. FC Sarrebruck        |
| 4.08.2019 | FC Forstern         | 2-0   | 1. FFC 08 Niederkirchen |
| 4.08.2019 | Eintracht Francfort | 3-1   | SV Hegnach              |
| 4.08.2019 | SC Fortuna Cologne  | 1-4   | FSV Hessen Wetzlar      |
| 4.08.2019 | SV 67 Weinberg      | 5-0   | Karlsruher SC           |
| 4.08.2019 | TuS Wörrstadt       | 1-0   | 1. FC Mönchengladbach   |

## Seizièmes de finale
Les douze  équipes de 1. Frauen-Bundesliga de la saison passée font leur entrée dans la compétition avec les deux promus.
Tirage au sort le 10 août 2019 
| Date       | Club                     | Score            | Club                |
| ---------- | ------------------------ | ---------------- | ------------------- |
| 07.09.2019 | Holstein Kiel            | 1-3              | 1. FC Cologne       |
| 07.09.2019 | SpVg Berghofen           | 0-2              | VfL Wolfsbourg      |
| 07.09.2019 | Eintracht Francfort      | 0-5              | Bayern Munich       |
| 07.09.2019 | SG 99 Andernach          | 0-1              | FF USV Iéna         |
| 07.09.2019 | Borussia Bocholt         | 0-7              | FFC Turbine Potsdam |
| 07.09.2019 | SV 67 Weinberg           | 0-1              | 1. FC Sarrebruck    |
| 08.09.2019 | Borussia Mönchengladbach | 1-2              | Bayer 04 Leverkusen |
| 08.09.2019 | Arminia Bielefeld        | (0-0 ap) 5-3 tab | MSV Duisbourg       |
| 08.09.2019 | Walddörfer SV            | 1-4              | Werder Brême        |
| 08.09.2019 | Hambourg SV              | (2-2 ap) 4-5 tab | FSV Gütersloh 2009  |
| 08.09.2019 | FSV Hessen Wetzlar       | 0-7              | TSG Hoffenheim      |
| 08.09.2019 | RB Leipzig               | 0-1              | FFC Francfort       |
| 08.09.2019 | FC Ingolstadt            | 0-2              | SC Sand             |
| 08.09.2019 | FC Forstern              | 1-6              | SC Fribourg         |
| 08.09.2019 | 1. FC Nuremberg          | 2-0ap            | TuS Wörrstadt       |
| 08.09.2019 | SV Meppen                | 1-5              | SG Essen-Schönebeck |

## Huitièmes de finale
Tirage au sort le 13 septembre 2019 
| Date       | Club             | Score  | Club                |
| ---------- | ---------------- | ------ | ------------------- |
| 16.11.2019 | TSG Hoffenheim   | 6-1    | FF USV Iéna         |
| 16.11.2019 | FFC Francfort    | 0-1    | Bayer 04 Leverkusen |
| 16.11.2019 | Werder Brême     | 0-2    | SC Sand             |
| 16.11.2019 | SC Fribourg      | 2-3    | FFC Turbine Potsdam |
| 16.11.2019 | Bayern Munich    | 1-3    | VfL Wolfsbourg      |
| 17.11.2019 | 1. FC Sarrebruck | 3-4 ap | FSV Gütersloh 2009  |
| 17.11.2019 | 1. FC Nuremberg  | 1-2    | Arminia Bielefeld   |
| 17.11.2019 | 1. FC Cologne    | 1-3    | SG Essen-Schönebeck |

## Quarts de finale
Tirage au sort le 9 février 2020 
| Date       | Club                | Score  | Club                |
| ---------- | ------------------- | ------ | ------------------- |
| 02.06.2020 | Bayer 04 Leverkusen | 3-2 ap | TSG Hoffenheim      |
| 03.06.2020 | FSV Gütersloh       | 0-3    | VfL Wolfsburg       |
| 03.06.2020 | FFC Turbine Potsdam | 1-3    | SG Essen-Schönebeck |
| 03.06.2020 | Arminia Bielefeld   | 3-2    | SC Sand             |

## Demi-finales
| Date       | Club                | Score | Club                |
| ---------- | ------------------- | ----- | ------------------- |
| 10.06.2020 | Bayer 04 Leverkusen | 1-3   | SG Essen-Schönebeck |
| 10.06.2020 | Arminia Bielefeld   | 0-5   | VfL Wolfsburg       |

## Finale
| 4 juillet 2020 à 16h45                    | VfL Wolfsburg                                                 | 3-3 ap                                       | SG Essen-Schönebeck                                            | RheinEnergieStadion, Cologne                           |                                                        |
|                                           | Pernille Harder 11e · Anna Blässe 70e · Dominique Janssen 84e | (1-2, 3-3, 3-3)                              | 1re Lea Schüller · 18e Marina Hegering · 90+1e Irini Ioannidou | Spectateurs : 0 Arbitrage : Nadine Westerhoff (Bochum) | Spectateurs : 0 Arbitrage : Nadine Westerhoff (Bochum) |
|                                           | Rapport                                                       |                                              |                                                                | Spectateurs : 0 Arbitrage : Nadine Westerhoff (Bochum) | Spectateurs : 0 Arbitrage : Nadine Westerhoff (Bochum) |
| Janssen · Neto · Popp · Goeßling · Harder | Tirs au but 4-2                                               | Schüller · Oberdorf · Ioannidou · Brüggemann |                                                                | Spectateurs : 0 Arbitrage : Nadine Westerhoff (Bochum) | Spectateurs : 0 Arbitrage : Nadine Westerhoff (Bochum) |